# 国家超级计算长沙中心

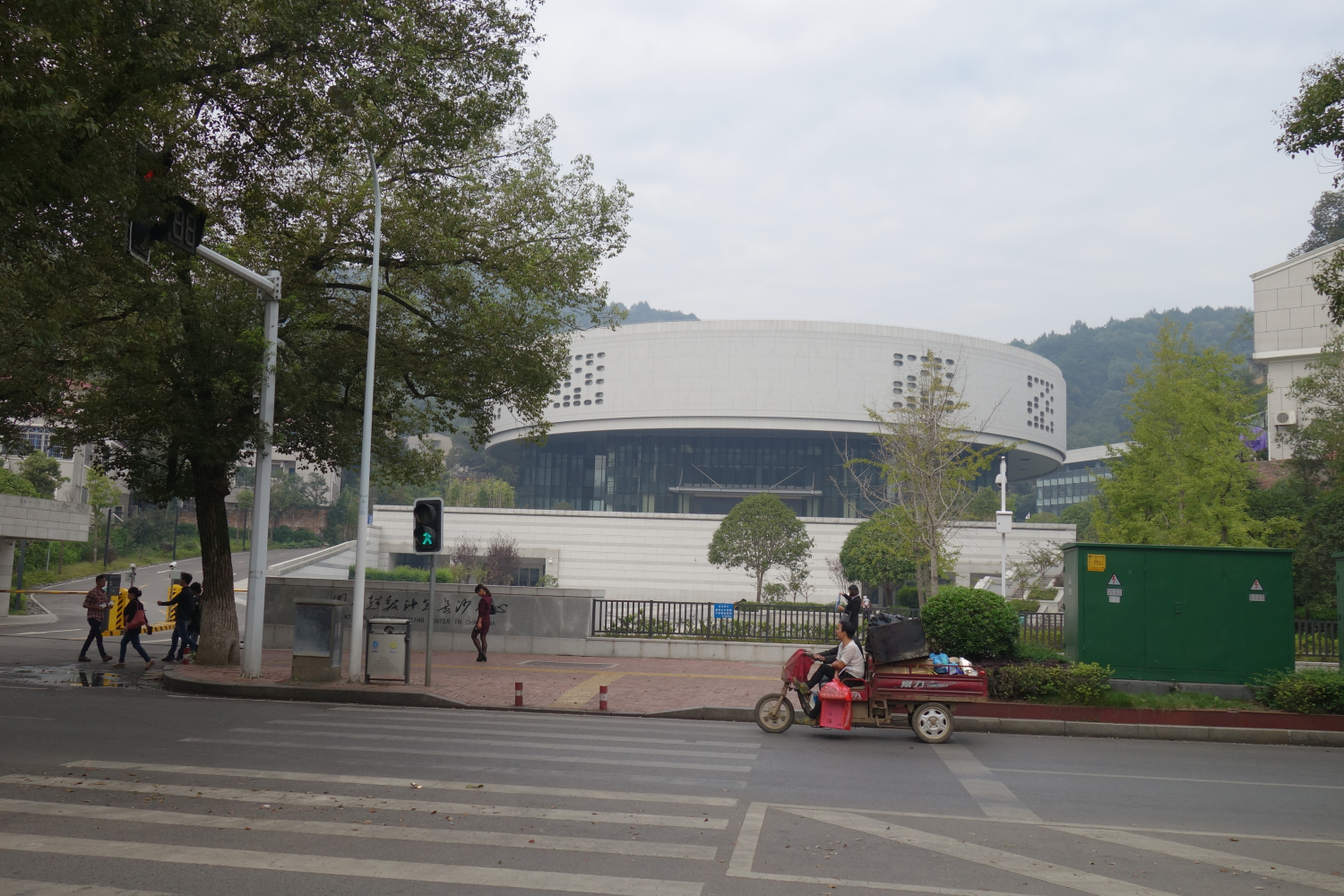
位于长沙岳麓山的国家超级计算长沙中心

國家超級計算长沙中心（英語：National Supercomputing Center in Changsha）位於湖南长沙湖南大学软件学院校区内。中心擁有一台超級計算機天河一号，由国防科技大学、湖南大学和湖南省共建。